# Silent Death
Silent Death è un gioco di battaglie spaziali in miniatura pubblicato dalla Iron Crown Enterprises (ICE) nel 1995 e basato sul supplemento Star Strike del gioco di ruolo Spacemaster, ma con meccaniche notevolmente semplificate.

## Regole
Le regole sono basate su navi con pochi attributi chiave: drive indica la velocità del velivolo, la damagage reduction la sua corazzatura e il defensive value la difficoltà di colpirlo (in base alle dimensioni, velocità e scudo energetico). La maggior parte degli attacchi sono risolti con un singolo lancio di tre dadi, due scelti in base al tipo di arma, ed il terzo dipendente dall'abilità dell'artigliere. Ad esempio, le armi laser e ioniche più accurate usano dadi a otto facce, mentre le armi al plasma e blaster più goffe (ma potenzialmente letali) dei dadi a sei facce. Il dado dell'artigliere può andare da un dado a quattro facce a uno a dieci. Se la somma dei dadi, dopo alcune modifiche, è maggiore o uguale al valore difensivo del difensore, il colpo ha centrato il bersaglio e il danno viene indicato dal medesimo tiro di dadi: ad esempio uno splattergu, infligge danni "medi", quindi il danno è indicato dal dado con il valore mediano, un laser infligge danno alto, quindi il danno è indicato dal dado con il valore maggiore. A questo risultato si sottrae la riduzione del danno del difensore. Ulteriori meccaniche si applicano alle navi equipaggiate con siluri (lenti) o missili (veloci). 
Il danno subito è marcato sulla damage track di una nave, una serie di caselle che ne indica l'integrità strutturale e in cui son indicati i punti in cui la nave riceve danni speciali, inclusa la perdita di armi, diminuzione della corazzatura, della velocità o il subire o subire un colpo critico speciale.

## Giochi
La versione originale di Silent Death, con un numero relativamente piccolo di navi, tutte di classe caccia, è stata seguita da espansioni, che hanno aggiunto più navi, regole opzionali e imbarcazioni di classe Cannoniera. Una revisione successiva, chiamata Silent Death: The Next Millennium, ha unito queste regole in un unico manuale e ha revisionato l'aspetto delle miniature, sostituendo anche i modellini in pimobo con modelli in plastica. I supplementi successivi a questa versione hanno aggiunto di maggiori dimensioni, incluse tra cui fregate, cacciatorpediniere e corvette. Ogni supplemento di ambientazione include una serie di scenari standard per due o più giocatori, ma basandosi sul valore di ogni nave i giocatori possono costruire le proprie flotte e condurre battaglie su qualsiasi scala.

## Storia
Alla prima edizione del gioco nel 1990 sono stati pubblicati tre supplementi, uno dedicato alla minaccia aliena dei Brood e due alla guerra tra le case imperiali di Colos e Ptolomeus. Una seconda edizione è seguita nel 1995, con la pubblicazione di numerosi supplementi.
Nel tentativo di raccogliere i fondi per evitare l'imminente fallimento l'ICE cedette i diritti di Silent Death alla Mythic Entertainment, che produsse il videogioco Silent Death Online, a sua volta interrotto il 7 dicembre 2001.
Dal 2005 i manuali del gioco sono disponibili in formato elettronico sul sito Metal Express.

## Recensioni
Dale Donovan ha commentato: «Silent Death è stato uno dei primi giochi che ho incontrato in cui l'eleganza della meccanica mi ha colpito tanto quanto mi ha attratto il suo tema. Posso contare su una mano altri titoli che fondano così con successo i loro elementi meccanici nell'atmosfera generale del gioco. Silent Death: The Next Millennium è un'esperienza che ogni giocatore dovrebbe cercare...»
Secondo John Kovalic, «Un giorno, il perfetto "realistico" gioco di astronavi fantascientifico sarà pubblicato e sarò in estasi quando succederà. Ma continuerò a tirar fuori Silent Death: the Next Millennium, è veloce, furioso e divertente»

## Pubblicazioni
Se non diversamente indicato, tutti i manuali sono stati pubblicati dalla Iron Crown Enterprise.

### Prima edizione
- Kevin Barrett, Silent Death, 1990. Scatola base del gioco disponibile nella versione normale (con miniature in piombo) e "unleaded" (senza le miniature).
- Kevin Barrett, Night Brood, 1992.
- Kevin Barrett, The Ptolemean Wars, 1990.
- The Ptolemean Wars Continue, 1990

### Seconda edizione
- Matt Forbeck, Silent Death The Next Millennium, 1995
- Matt Forbeck, Renegades: The Espan Rebellion, 1995. Campagna basata su una guerra civile.
- Dan Smith, Night Brood: First Contact, 1996. I primi scontri contro la razza aliena dei Brood.
- Blaze Miskulin, Sunrunners, 1996.
- John Hopler, Warhounds, 1996. Supplemento dedicato alle navi scorta (fregate, cacciatorpediniere e corvette).
- Erik A. Dewey, Hostile Takeover, 1997.
- Erik Dewey, Space Junk, 1997. Regole per satelliti, avamposti, asteroidi e altre caratteristiche da aggiungere ai combattimenti.
- Erik A. Dewey, Kashmere Commonwealth, 1997.
- Steve Arensberg, Donald G. Dennis, Rules of Warfare, 1997. Regolamento per i tornei ufficiali.
- Sheldon Greaves, Leland Erickson, Fighter Tactics Manual, 1997. Guida alle tattiche di combattimento.
- Scott Sigler, Sigurd Archidioceses, 1997.
- Craig Marek, Bob Starr, Doug Bertram, Heike Kubasch, Operation: Dry Dock. 1997. Ventidue nuove varianti di caccia.
- Craig Marek, Bob Star, Doug Bertram, Heike Kubasch, Universal Night Watch, 1997.
- Scott Sigler, ASP Technocracy, 1998.
- Donald G. Dennis, Yoka-Shan Warworld, 1998
- Richard Dufault, Scott MacGregor, George MacLure, Glen Simpson, Rules of Warfare II, 1998. Regolamento per i tornei organizzati.
- Sheldon Greaves, Q'Raj Void Protectorate, 1999.
- Hangar 51, 2000. Raccolta di tutte le navi pubblicate fino a quel momento. Primo manuale della linea a essere pubblicato solo in PDF
- Sheldon Greaves, House Colos, 2000.
- Leland R. Erickson, More than Valor, 2000. Supplemento dedicato ai piloti dei caccia.
- Kevin Barrett, Rookie Rules, 2000.  Versione semplificata delle regole.
- Silent Death: Wings of Death, 2000. Miniature in plastica dei caccia (12 modelli diversi in quattro copie ognuno)
- Sheldon Greaves, House Falstaff: Origins and Rise, 2005.
- Leland R. Erickson, Operation Dry Dock II, 2006. Raccolta di nuovi caccia, cannoniere.

### Altri
- Erik A. Dewey, Star Wars: Silent Death Starfighter Combat Game,  2001, pubblicato sulla rivista della Wizards of the Coast Star Wars Gamer, numero 3 dell'aprile 2001. Permette di ricreare gli scontri tra i caccia dell'universo di Guerre stellari con una versione condensata delle regole[8]. Ulteriori articoli sono stati pubblicati sui numeri 5 e 7 della stessa rivista.